# Sci di fondo ai III Giochi olimpici giovanili invernali
Le gare di sci di fondo dei III Giochi olimpici giovanili invernali si sono svolte nella Vallée de Joux sul Massiccio del Giura in Svizzera, dal 18 al 22 gennaio 2020.

## Podi

### Ragazzi
| Evento                 | Oro             | Tempo   | Argento         | Tempo   | Bronzo             | Tempo   |
| 10 km tecnica classica | Iliya Tregubov  | 26'40"5 | Elias Keck      | 27'25"5 | Will Koch          | 27'29"5 |
| Sprint                 | Edvin Anger     | 3'10"47 | Nikolai Holmboe | 3'10"97 | Aleksander Holmboe | 3'15"51 |
| Cross-country cross    | Nikolai Holmboe | 4'09"97 | Edvin Anger     | 4'11"74 | Albin Åström       | 4'13"51 |

### Ragazze
| Evento                | Oro             | Tempo   | Argento         | Tempo   | Bronzo          | Tempo   |
| 5 km tecnica classica | Märta Rosenberg | 14'15"7 | Siri Wigger     | 14'28"4 | Kendall Kramer  | 14'36"3 |
| Sprint                | Siri Wigger     | 2'46"40 | Anna Heggen     | 2'47"87 | Märta Rosenberg | 2'48"92 |
| Cross-country cross   | Siri Wigger     | 4'39"95 | Märta Rosenberg | 4'40"72 | Tove Ericsson   | 4'41"10 |